# Ila (induismo)

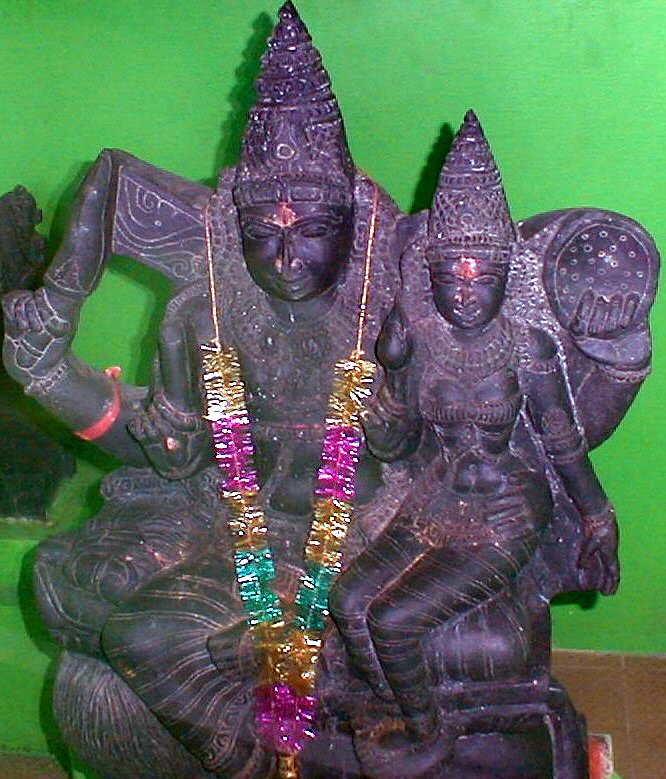
Ilā, in forma femminile, con il marito Budha.

Ila (in sanscrito इल) o Ilā (in sanscrito इला) è una divinità androgina nella mitologia induista, nota per i suoi cambiamenti di sesso. Come uomo, è conosciuto come Ila o Sudyumna e come donna, è chiamata Ilā. Ilā, nella sua versione femminile, è considerata la capostipite della dinastia lunare dei re indiani, nota anche come "Aila" ("discendenti di Ilā").

## Mitologia
Sebbene esistano molte versioni del racconto, Ila è solitamente descritta come figlia o figlio di Vaivasvata Manu e quindi sorella o fratello di Ikshvaku, il fondatore della dinastia solare. Nelle versioni in cui nasce femmina, si trasforma in una forma maschile per grazia divina subito dopo la sua nascita. Dopo essere entrato erroneamente in un bosco sacro, Ila viene maledetto a cambiare sesso ogni mese. Come donna, Ilā sposò Budha, il dio del pianeta Mercurio e figlio del dio Chandra (Soma), e gli diede un figlio chiamato Pururavas, il padre della dinastia lunare. Dopo la nascita di Pururavas, Ilā si trasformò di nuovo in un uomo e divenne padre di tre figli, Utkala, Gaya e Vinatashva.
Nei Veda, Ilā è lodata come Idā (sanscrito: इडा), dea del linguaggio, ed è descritta come la madre di Pururavas.
La storia delle trasformazioni di Ila è raccontata nei Purana, così come nei poemi epici indiani Ramayana e Mahabharata.